# Дубові насадження (Костопільський район, кв. 50)
Дубо́ві наса́дження — лісове заповідне урочище в Україні. Розташоване в межах Костопільського району Рівненської області. 
Площа 3,7 га. Створене рішенням Рівненського облвиконкому № 343 від 22.11.1983 року. Землекористувач: Моквинське лісництво ДП «Костопільський лісгосп» (Моквинське лісництво, кв. 50, вид. 3). 
Заповідне урочище створене для збереження високопродуктивних дубових насаджень. На ділянці сформувався дубово-сосновий ліс. Основною породою є дуб, вік якого понад 150 років, діаметр 70-80 см. Поряд з дубом зростають сосна звичайна, граб і як домішка — вільха чорна. В ярусі підліску трапляються ліщина звичайна, бруслина бородавчаста.